# فيليب كامينز
فيليب كامينز (بالإنجليزية: Philip Cummins)‏ هو قاضي أسترالي، ولد في 9 نوفمبر 1939 في East Melbourne ‏ في أستراليا، وتوفي في 24 فبراير 2019.